# Bélier
Pour les articles homonymes, voir Bélier (homonymie).
Cet article possède un paronyme, voir Bellier.

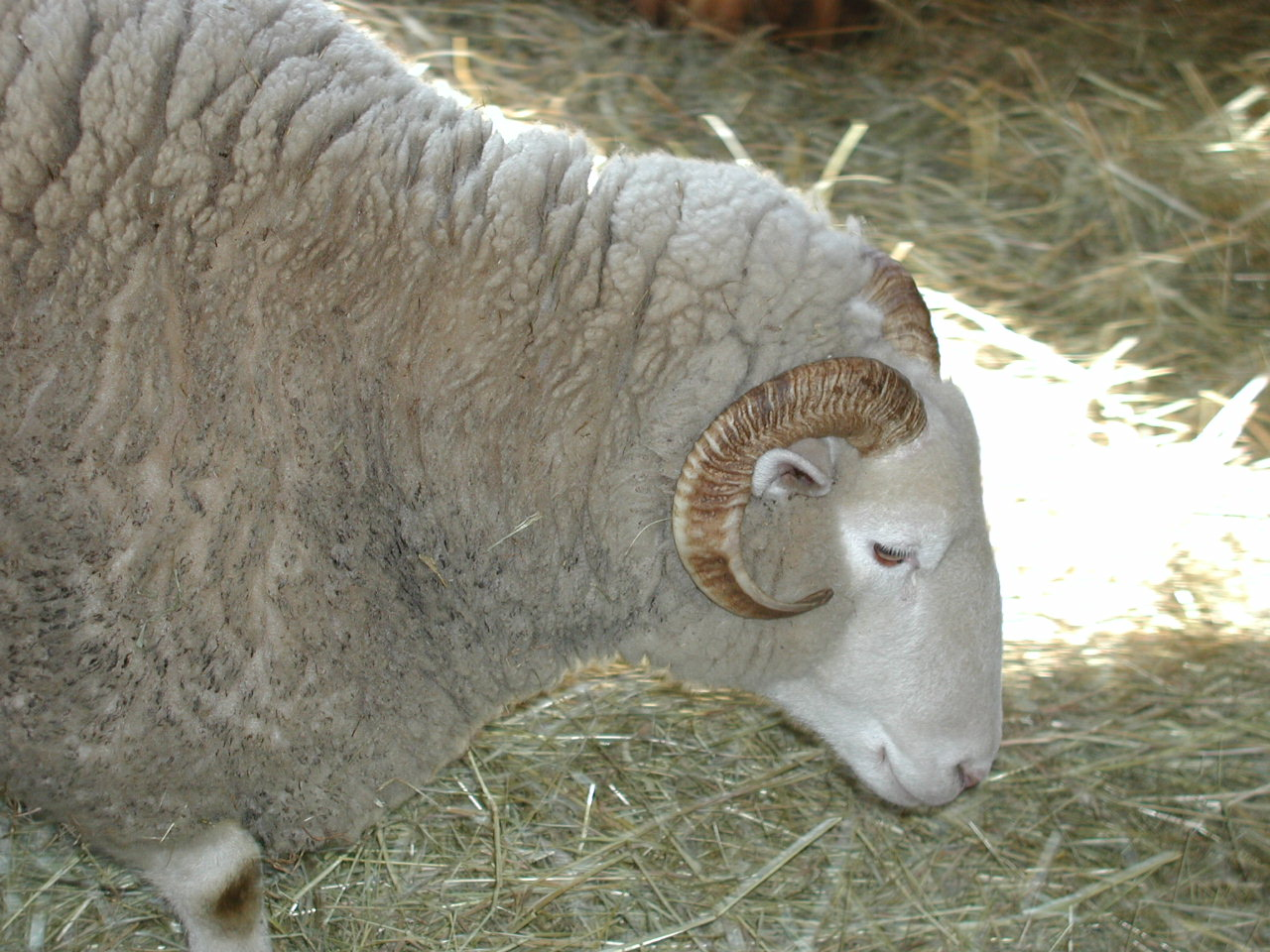
Bélier.

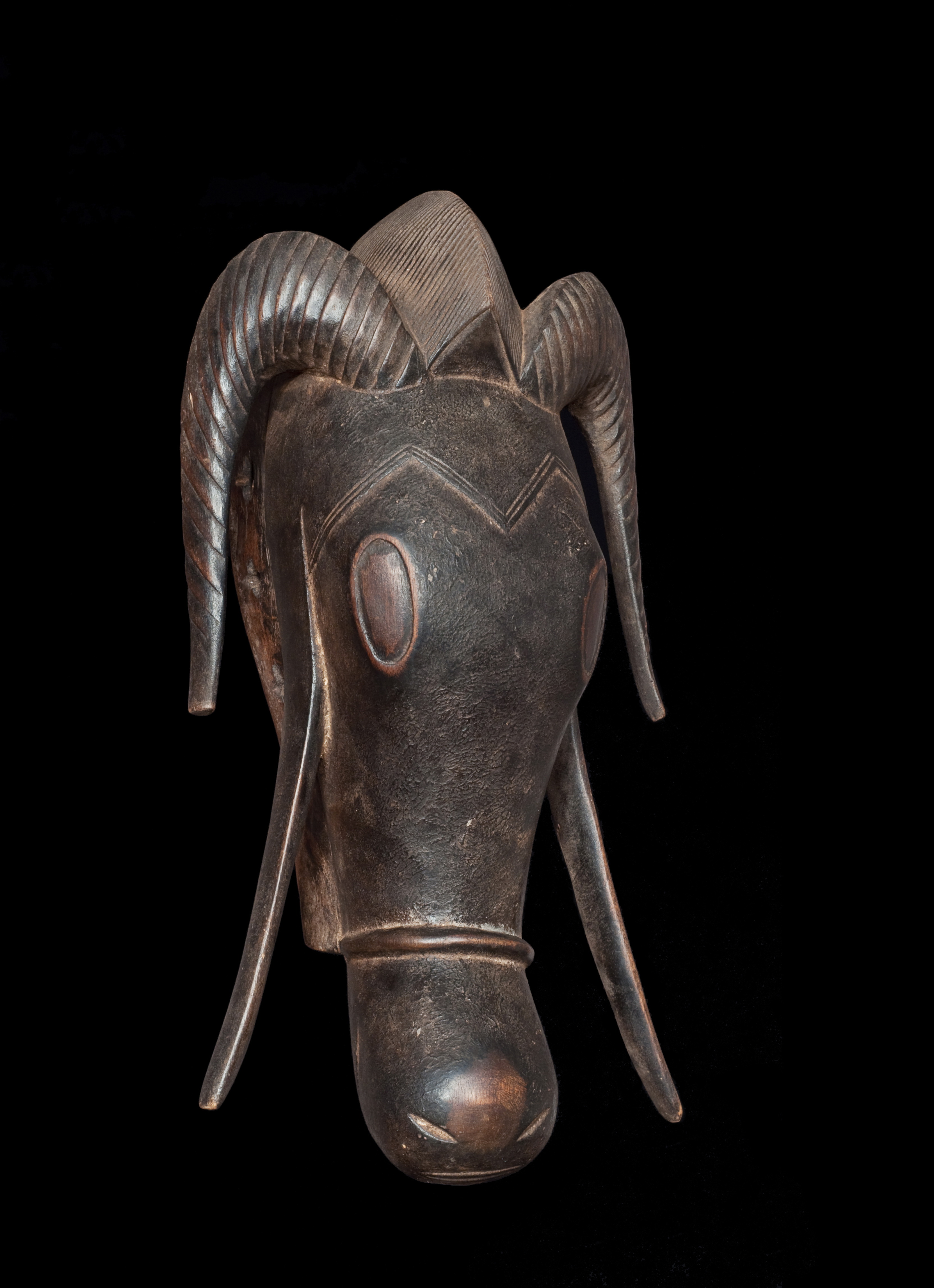
Masque baoulé.

Le bélier est le mâle non châtré de l'espèce Ovis aries réservé pour la reproduction (production d'agneaux). On désigne le mâle et la femelle, sans faire de distinction de sexe, sous le terme générique de mouton. L'espèce des moutons appartient à la famille des Bovidés, sous-famille des Caprinés. Le bélier blatère.

## Étymologie
Le substantif masculin,,, bélier est issu, avec changement de suffixe, de l'ancien français,, belin dont l'étymologie est incertaine. Soit un emprunt au mot néerlandais bel « cloche », bel « testicules » ou encore bal « boule », avec un suffixe -in. Soit une adaptation du néerlandais belhamel composé de bel « cloche » et de hamel « mouton », littéralement le « mouton à sonnaille », en référence à la cloche que portait le bélier marchant en tête du troupeau. Le mot belin est encore le nom du bélier dans de nombreuses langues et dialectes de France et est utilisé dans le sud-est de la France pour parler des parties génitales, plus particulièrement du pénis. 
Le mot mouton est issu du celtique (gaulois) *multō « bélier » (comparer vieil irlandais molt, gallois mollt, breton maout « bélier ») qui désignait en ancien français également le bélier, puis les moutons mâles châtrés. L'élevage conduisant souvent à castrer les mâles, le terme mouton est souvent utilisé pour désigner mâles et femelles. On peut considérer que le terme bélier est à préférer à celui de mouton dès lors que l'animal n'est pas castré.

## Mythologie et religions

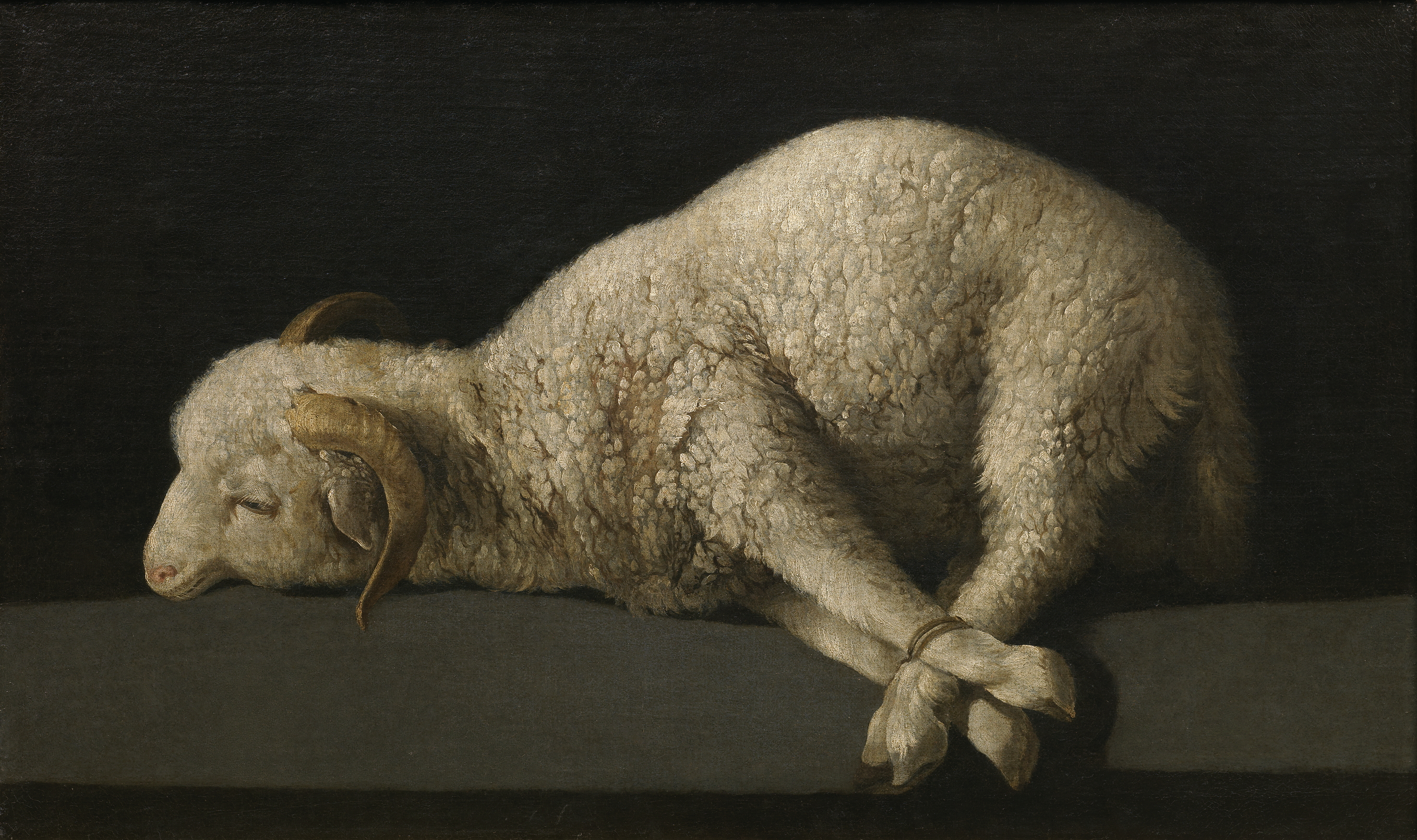
Tableau de Francisco de Zurbarán représentant un bélier.

Dans la majorité des civilisations antiques ayant côtoyé le bélier, cet animal a pris une grande force symbolique. Bien que les symboles qui lui sont associés varient d'une mythologie à l'autre, il existe, malgré tout, certaines similitudes comme l'incarnation de la force de la nature. Il peut paraître surprenant qu'un herbivore de taille modeste ait une si grande prérogative, mais c'est peut-être justement le fort contraste qui existe entre cet animal si paisible en temps normal et parfois capable de se lancer dans des joutes d'une extrême violence, qui fascinait tant les hommes.
Ses cornes, en forme de spirale, sont également un élément symbolique très fort que l'on retrouve sur les casques, les armes de butoir (bélier de siège), à la proue de certains bateaux et dans l'architecture comme motif de tête de bélier.
Dans l'Ancien Testament et le Coran, le bélier est cité comme animal sacrificiel. Il est associé au sacrifice d'Abraham/Ibrahim.
Dans la mythologie celte, le bélier symbolise la force de la nature ainsi que la fertilité.  Dans la mythologie grecque, le bélier est également un symbole important dont le mythe de la toison d'or n'est que l'un des nombreux aspects. Le bélier est un des animaux favoris d'Hermès. Il est lié à la divinité Arès d'où le nom (Ariès) qui en découlent.

## Calendrier
Le 5e jour du mois de thermidor du calendrier républicain  / révolutionnaire français est dénommé jour du bélier, généralement chaque 23 juillet du calendrier grégorien.

### Mythologie égyptienne

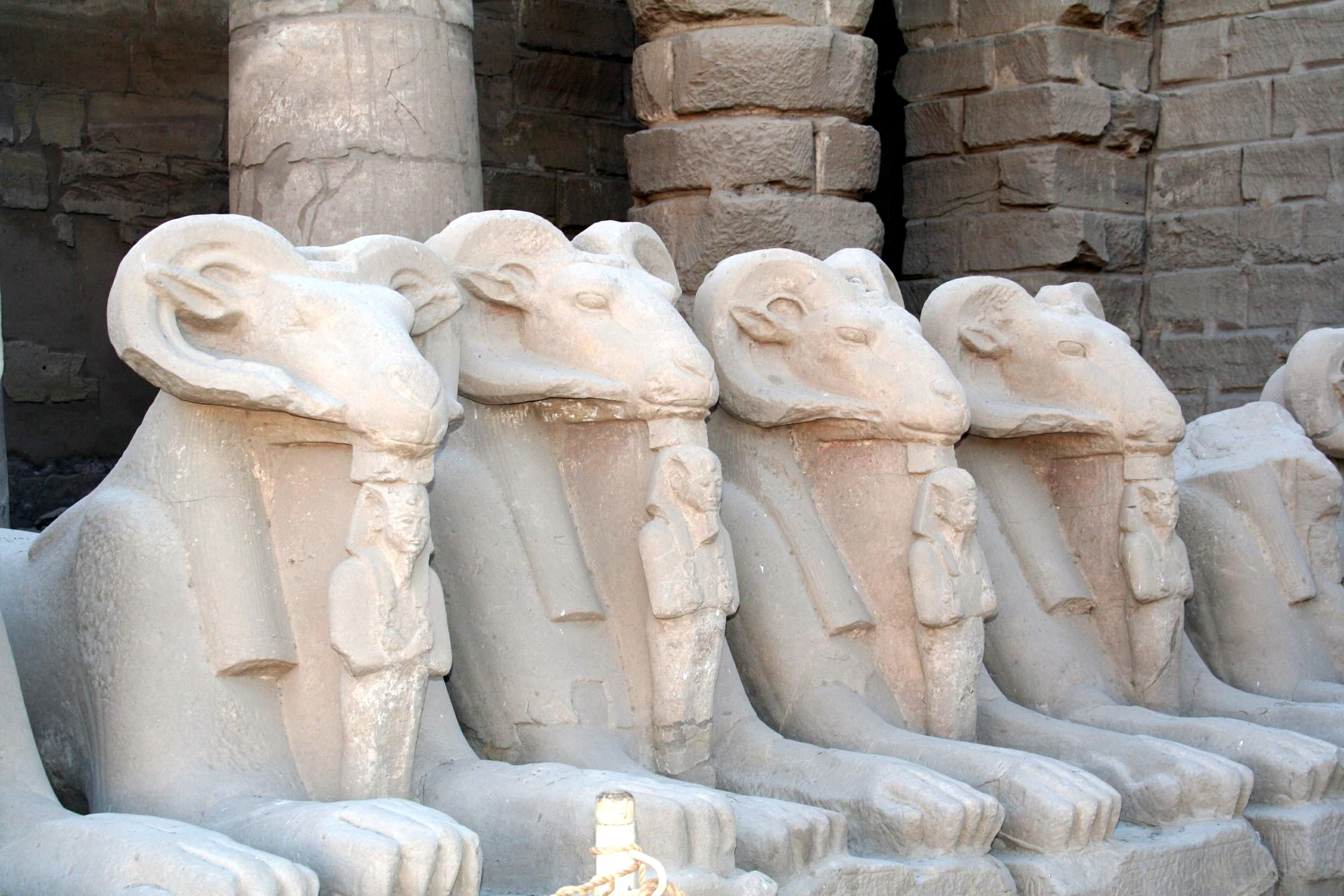
« Allée de béliers », Temple de Karnak à Louxor (Égypte).

Dans l'Égypte antique, le bélier est associé à de nombreux dieux, dont le plus prestigieux est le dieu dynastique Amon. Il est également le symbole des eaux bondissantes des cataractes du Nil et de son inondation annuelle (Khnoum). C'est aussi l'un des douze animaux sacrés associé aux douze heures du jour et de la nuit.
Dieux égyptiens associés au bélier : Ageb, Amon, Andjéty, Bâ, Banebdjedet, Harsaphes, Kerty, et Khnoum.

## Représentation animalière
Rosa Bonheur (1822-1899) est une peintre et sculptrice du mouvement réaliste, spécialisée dans la représentation animalière. Elle a réalisé ce[Lequel ?] tableau dans les premières années de sa carrière.